# Résolution 268 du Conseil de sécurité des Nations unies
Membres permanents
- Chine (Taïwan)
- États-Unis
- France
- Royaume-Uni
- URSS

Membres non permanents
- Algérie
- Colombie
- Espagne
- Finlande
- Hongrie
- Népal
- Pakistan
- Paraguay
- Sénégal
- Zambie

Résolution no 267 Résolution no 269
La résolution 268 du Conseil de sécurité des Nations unies est adoptée à l'unanimité lors de la 1 491e séance du Conseil de sécurité des Nations unies le 28 juillet 1969, après avoir entendu les déclarations des parties concernées, le Conseil a vivement critiqué le Portugal pour les attentats perpétrés à Katete, dans l'est de la Zambie. Le Conseil a demandé au Portugal de cesser de violer l'intégrité territoriale de la Zambie et de mener des raids non provoqués contre ce pays. Le Conseil a exigé des militaires portugais qu'ils restituent tous les civils enlevés et tous les biens saisis, en déclarant que si le Portugal ne se conformait pas à cette demande, ils se réuniraient pour envisager de nouvelles mesures.
La résolution 268 a été adoptée par 11 voix contre zéro, tandis que la France, l'Espagne, le Royaume-Uni et les États-Unis se sont abstenus.

### Sources
- (en) Cet article est partiellement ou en totalité issu de l’article de Wikipédia en anglais intitulé « United Nations Security Council Resolution 268 » (voir la liste des auteurs).

### Texte
- Résolution 268 Sur fr.wikisource.org
- Résolution 268 Sur en.wikisource.org